# Drozd reliktowy
Drozd reliktowy (Turdus ravidus) – gatunek średniej wielkości ptaka z rodziny drozdowatych (Turdidae). Występował endemicznie na wyspie Wielki Kajman. Wymarły, ostatnia obserwacja miała miejsce w 1938.

## Taksonomia
Po raz pierwszy gatunek opisał Charles Barney Cory w 1886 na łamach „The Auk”, wraz z dwunastoma innymi gatunkami. Zamieścił jedynie informacje o upierzeniu, wymiarach i miejscu występowania. Nadał nowemu gatunkowi nazwę Mimocichla ravida. Holotyp odłowił W.B. Richardson w lecie 1886 roku. Obecnie (2020) Międzynarodowy Komitet Ornitologiczny umieszcza drozda reliktowego w rodzaju Turdus. Uznaje gatunek za monotypowy. W 1969 istniało 21 okazów muzealnych.

## Morfologia
Wymiary holotypu podane przez Cory’ego, oryginalne w calach (zaokrąglone do 0,5 cm): długość ciała 24 cm, długość skrzydła 13,5 cm, długość ogona 11 cm, długość skoku 4 cm, długość dzioba 2,5 cm. Upierzenie ogółem popielate, matowe albo ołowiane z brązowym odcieniem. Na brzuchu i pokrywach nadogonowych widoczna biaława plama. Trzy zewnętrzne pary sterówek są biało zakończone na wewnętrznych chorągiewkach. Dziób, naga skóra wokół oka i nogi pomarańczowoczerwone. Tęczówka matowoczerwona (według Browna brązowa).

## Zasięg występowania
Drozd reliktowy występował na Wielkim Kajmanie (Kajmany).

## Ekologia i zachowanie
Były to ptaki leśne. Według notatki z 1916, drozdy reliktowe nie były znane tubylcom; notatka z 1938 mówi zaś, że nie były dobrze znane mieszkańcom. W grudniu 1965 David W. Johnston miał okazję rozmawiać z Bunyonem Whittakerem, wówczas 72-latkiem. Przywołał on wspomnienia z młodości, kiedy w 1916 pomagał Brownowi w odławianiu drozdów reliktowych wraz ze swoim bratem (Brown płacił chłopcom dolara za każdego dostarczonego mu ptaka). Drozdy te miały być głośne i rzucające się w oczy, pospolite w jednym z miejsc wycinki. Whittaker był przekonany, że najpospolitsze były one w gęstszych częściach lasu.

## Status
IUCN uznaje gatunek za wymarły (stan w 2020). W.W. Brown, który przebywał na Kajmanach od kwietnia do czerwca 1911, zaobserwował drozdy reliktowe tylko w dwóch odizolowanych połaciach lasu. Notatka z 1916 mówi, że wówczas był to ptak albo bardzo rzadki, albo bardzo skryty. Ostatnia pewna obserwacja miała miejsce w 1938 we wschodniej części wyspy. Prawdopodobnie za wymarcie gatunku odpowiada wycinka lasów.